# Oinousses
Oinousses (grekiska: Οινούσσες), alternativa former: Aignoussa (Αιγνούσα) och Egnoussa (Εγνούσα) är en ögrupp om sex större och några mindre öar cirka 2 km nordost om den grekiska ön Chios och 8 km väster om det turkiska fastlandet. Oinousses är även namnet på huvudön och på dess största ort, samt på kommunen Dimos Oinousses  i prefekturen Chios som öarna tillhör. Förutom huvudön är öarna som följer: Panayia, Vatos, Pontikoniso, Avloni, Archontoniso och tvillingöarna Prasonisia vid huvudön.
På äldre kartor kallas öarna ofta även för Spalmadores.

## Befolkning
Oinousses har en liten befolkning, som framför allt bor i orten Oinousses (999 invånare) och i ett nybyggt kloster. Staden har bland annat en liten hamn, en sjömilitärskola och ett sjöfartsmuseum. De enda andra bebodda platserna är Kástron (32 invånare) och Aspalathrókampos (19).
Den största delen av befolkningen ägnar sig åt sjöfart, fiske och gethållning.
Öarna är kända för att flera framgångsrika redarfamiljer kommer härifrån: familjerna Lemos, Pateras, Hadjipateras, Kollakis och Lyras. Även om flera av familjerna nu bor på annan ort större delen av året har öarna ändå goda sjöförbindelse. Antalet oinoussiska rederier har sjunkit sedan höjdpunkten på 1960-talet, men de intar fortfarande en framstående plats i den grekiska transportindustrin.

## Historia
Oinousses är förmodligen identiskt med de Oinusser Herodotos skriver att fokaierna ville köpa av Chios när de på sina skepp flydde undan den persiska invasionen:
"Fokaierna ville nu av kierna köpa de öar, som kallades Oinusserna, men dessa ville inte sälja dem av fruktan för att öarna skulle bli stapelplatser och deras egen ö därför förlora sin handel. Därför seglade fokaierna i väg till Kyrnos."

## Etymologi
Öarna kan ha fått sitt namn på grund av att de under antiken var berömda för sitt vin (grekiska: oinos). En annan teori säger att namnet kommer av agnos, ett forntida namn på växter av släktet Salix, som förekommer i riklig mängd här. Enligt en tredje teori kommer namnet från de getter (grekiska: aega) som herdar från Chios förde hit på 1600-talet.